# Nicolas Chalon du Blé d'Uxelless
Nicolas Chalon du Blé, marchese d'Uxelles e di Cormatin (Chalon-sur-Saône, 24 gennaio 1652 – Parigi, 10 aprile 1730) è stato un generale e diplomatico francese.

## Biografia
Nicolas Chalon du Blé nacque a Chalon-sur-Saône, figlio di Marie Le Bailleul e Louis Chalon du Blé.
Ottenne la sua prima carica di rilievo nel 1688, quando combatté come tenente generale durante l'assedio di Philippsburg e gli fu affidanta anche la sovrintendenza della cittadella di Magonza durante la ritirata dell'esercito francese. Riuscì a difendere la cittadella dalla Grande Alleanza dal 1º giugno all'8 settembre 1689, ma alla fine dovette arrendersi e tornare a Parigi tra i fischi della folla. Tuttavia non cadde mai in disgrazia e riuscì a conquistarsi i favori di François Michel Le Tellier de Louvois e di Luigi XIV, che gli concesse il feudo di Rougemont-le-Château nel 1696 e lo nominò maresciallo di Francia nel 1703.
In veste di diplomatico prese parte ai primi negoziati di Geertruidenberg il 9 marzo 1710 e poi ancora durante le trattative che portarono al trattato di Utrecht nel 1713. Tra il 23 settembre 1715 e il 1º settembre 1718 fu il primo presidente del Congilio degli Affari Esteri e in questa veste attuò politiche che favorirono le relazioni con la Spagna piuttosto che quelle con il Regno Unito. Ciò era contrario ai desideri di Filippo II, che ammirava il sistema economico e il sistema parlamentare britannico. La tensione con il reggente si allievò soltanto dopo 1718. 
Du Blé non nascose mai la propria omosessualità e le sue preferenze per valletti e giovani ufficiali era risapute. Non si sposò mai e morì a Parigi nel 1730 all'età di 78 anni.